# Đường phân

Sơ đồ mười phản ứng trong quá trình đường phân (con đường EMP) biến đổi phân tử glucose thành hai phân tử axit pyruvic.

Đường phân (tiếng Anh là Glycolysis, bắt nguồn từ Glycose, một thuật ngữ cũ để chỉ đường glucose và đuôi -lysis chỉ sự phân hủy) hay con đường Emden-Meyerhof-Parnas (EMP) là một quá trình chuyển hóa vật chất và năng lượng diễn ra trong tế bào mà biến đổi từ một phân tử glucose (C6H12O6) thành hai phân tử axit pyruvic (CH3COCOOH). Năng lượng tự do giải phóng từ quá trình này được sử dụng để tạo ra các hợp chất cao năng như ATP (adenosine triphosphate) và NADH (reduced nicotinamide adenine dinucleotide). Quá trình đường phân bao gồm mười phản ứng sinh hóa khác nhau, mỗi phản ứng do một loại enzyme tương ứng xúc tác nên. Phần lớn các đường đơn (monosaccharide) như fructose hay galactose, có thể biến đổi thành các sản phẩm trung gian và những sản phẩm ấy có thể được sử dụng trực tiếp. Thí dụ, sản phẩm trung gian dihydroxyacetone phosphate (DHAP) là một nguồn nguyên liệu tổng hợp nên phân từ glycerol, từ đó kết hợp với axit béo tạo thành chất béo (một dạng của lipid).
Đường phân là một quá trình chuyển hóa vật chất không phụ thuộc vào nguồn oxy, tức là chúng có thể xảy ra dù môi trường có oxy hay không. Quá trình này là con đường phổ biến nhất và chung cho cả hô hấp hiếu khí, hô hấp kị khí hay lên men. Chúng phần lớn xảy ra ở tế bào chất (bào tương cytosol) của tế bào. Quá trình biến đổi này được các nhà khoa học Gustav Embden, Otto Meyerhof và Jakub Karol Parnas tìm ra. Quá trình đường phân có thể chia thành hai giai đoạn chính là
1. Giai đoạn "đầu tư" năng lượng: hai phân tử ATP sẽ bị phân hủy thành ADP (adenosine diphosphate) và Pi (nhóm phosphate PO43- vô cơ).
2. Giai đoạn "thu hồi" năng lượng: bốn phân tử ATP được sinh ra từ ADP và Pi từ môi trường.

## Khái quát chung

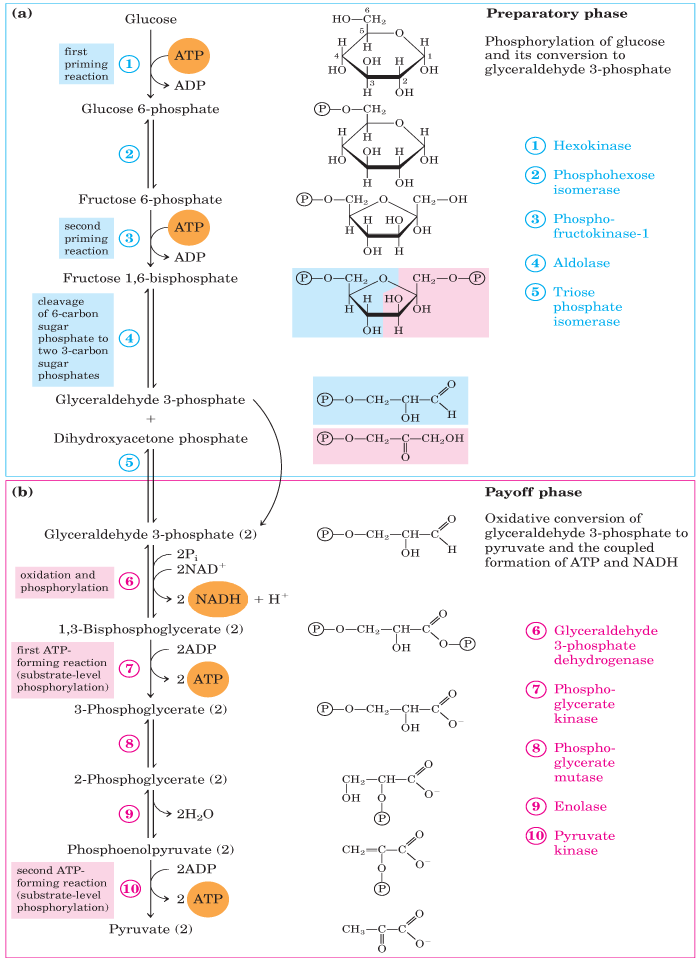
Khái quát chung mười phản ứng kèm với tên enzyme xúc tác cho từng phản ứng tương ứng

Phương trình hóa học khái quát chung quá trình đường phân:
| D-[Glucose] |                               |  |   | [Pyruvate] |                                     |
|             | + 2 [NAD]+ + 2 [ADP] + 2 [P]i |  | 2 |            | + 2 [NADH] + 2 H+ + 2 [ATP] + 2 H2O |

Đường phân phân tách phân tử glucose, đường hexose phân tách thành đường trioses. Kế tiếp, các đường nhỏ hơn này bị oxy hóa và các nguyên tử còn lại của chúng được biến đổi tạo thành hai phân tử acid pyruvic, (quy ước trong bài viết này, cation pyruvate CH3COCOO+ được sử dụng tương đương với axit pyruvic). Bên cạnh oxy hóa glucose thành pyruvate, con đường EMP còn là một quá trình phosphoryl hóa, gọi là phosphoryl hóa cơ chất, đồng thời với quá trình oxy hóa NAD+ thành phân tử NADH. Vậy thông qua quá trình đường phân, từ một phân tử glucose tạo ra tổng cộng hai phân tử ATP và hai phân tử NADH đồng thời giải phóng phân tử nước và proton H+.